# Morti nel 1733
| Questa pagina contiene informazioni ricavate automaticamente dalle voci biografiche con l'ausilio del template Bio e di un bot. L'aggiornamento è periodico e automatico e ricostruisce completamente la pagina. Se manca una persona in questa lista, sei pregato di non aggiungerla, ma accertati piuttosto che la sua voce biografica contenga il template Bio e che i dati anagrafici siano correttamente compilati. Se il template Bio manca, inseriscilo tu stesso o, in alternativa, metti l'avviso {{tmp\|Bio}} che ne segnala la mancanza. Se i dati riportati sono sbagliati, correggi direttamente la voce biografica; le modifiche saranno visibili in questa lista entro pochi giorni. Per chiarimenti vedi il progetto biografie. La lista contiene solo le 95 persone che sono citate nell'enciclopedia e per le quali è stato implementato correttamente il template Bio. Pagina aggiornata al 31 ago 2024. |

## Gennaio(8)
- 11 gennaio - Giovanni Gerolamo Arconati Lamberti, avventuriero italiano
- 13 gennaio - Anton Sepp, gesuita italiano (n. 1655)
- 17 gennaio - George Byng, I visconte Torrington, ammiraglio e diplomatico inglese (n. 1668)
- 21 gennaio - Bernard de Mandeville, medico e filosofo olandese (n. 1670)
- 22 gennaio - Thomas Herbert, VIII conte di Pembroke, politico e ammiraglio inglese (n. 1656)
- 23 gennaio - John Blunt, banchiere inglese (n. 1665)
- 23 gennaio - Ermanno Federico di Hohenzollern-Hechingen, generale e nobile tedesco (n. 1665)
- 27 gennaio - Thomas Woolston, teologo inglese (n. 1668)

## Febbraio(7)
- 1º febbraio - Augusto II di Polonia, sovrano polacco (n. 1670)
- 12 febbraio - Yaaqoub Boutros Awwad, patriarca cattolico libanese
- 15 febbraio - Giuseppe Antonio Patrignani, gesuita, poeta e drammaturgo italiano (n. 1659)
- 22 febbraio - Bernardo Fedrighini, architetto italiano (n. 1646)
- 23 febbraio - Uberto Benvoglienti, storico italiano (n. 1668)
- 24 febbraio - Alamanno Salviati, cardinale italiano (n. 1669)
- 27 febbraio - Tarquinio Grassi, pittore italiano (n. 1656)

## Marzo(3)
- 4 marzo - Franz Joseph Czernin von und zu Chudenitz, nobile e politico boemo (n. 1697)
- 12 marzo - Michel Le Quien, presbitero, teologo e storico francese (n. 1661)
- 13 marzo - Charlotte Aïssé, scrittrice francese (n. 1693)

## Aprile(3)
- 14 aprile - Ippolito Desideri, gesuita e missionario italiano (n. 1684)
- 18 aprile - Louis de La Vergne-Montenard de Tressan, arcivescovo cattolico francese (n. 1670)
- 19 aprile - Elizabeth Villiers, nobile britannica (n. 1657)

## Maggio(6)
- 1º maggio - Nicolas Coustou, scultore francese (n. 1658)
- 7 maggio - George Cholmondeley, II conte di Cholmondeley, ufficiale inglese (n. 1666)
- 8 maggio - Bernard Picart, incisore francese (n. 1673)
- 13 maggio - Cornelius Johannes Barchman Wuytiers, arcivescovo vetero-cattolico olandese (n. 1692)
- 18 maggio - Georg Böhm, compositore e organista tedesco (n. 1661)
- 18 maggio - Edmund Chishull, presbitero, teologo e antiquario inglese (n. 1671)

## Giugno(2)
- 11 giugno - Jakob Hermann, matematico svizzero (n. 1678)
- 14 giugno - Caterina Ivanovna Romanova, principessa russa (n. 1691)

## Luglio(5)
- 2 luglio - Jan van Huchtenburgh, pittore, incisore e disegnatore olandese (n. 1647)
- 10 luglio - Sibilla di Sassonia-Lauenburg, principessa sassone (n. 1675)
- 12 luglio - Anne-Thérèse de Marguenat de Courcelles, scrittrice francese
- 20 luglio - Giovanni Cristiano del Palatinato-Sulzbach, duca tedesco (n. 1700)
- 23 luglio - Johann Jakob Scheuchzer, naturalista e medico svizzero (n. 1672)

## Agosto(5)
- 8 agosto - Carlos Borja Centellas y Ponce de León, cardinale spagnolo (n. 1663)
- 16 agosto - Matthew Tindal, filosofo inglese (n. 1656)
- 24 agosto - Pierre-Étienne Monnot, scultore francese (n. 1657)
- 24 agosto - Jean-Baptiste Moreau, compositore francese (n. 1656)
- 30 agosto - Jean-François-Paul Le Fèvre de Caumartin, vescovo cattolico francese (n. 1668)

## Settembre(3)
- 11 settembre - François Couperin, compositore, clavicembalista e organista francese (n. 1668)
- 16 settembre - Antonio Banchieri, cardinale italiano (n. 1667)
- 28 settembre - Charles Howard, IX conte di Suffolk, nobile e politico inglese (n. 1675)

## Ottobre(9)
- 6 ottobre - Baldassarre Fontana, architetto e stuccatore svizzero (n. 1661)
- 10 ottobre - Michel Serre, pittore spagnolo (n. 1658)
- 14 ottobre - Pier Francesco Cavazza, pittore e collezionista d'arte italiano (n. 1677)
- 14 ottobre - Pietro Pariati, librettista e poeta italiano (n. 1665)
- 20 ottobre - Pierre Dandrieu, organista, compositore e prete francese (n. 1661)
- 24 ottobre - Henrietta Churchill, II duchessa di Marlborough, nobildonna inglese (n. 1681)
- 25 ottobre - Giovanni Girolamo Saccheri, gesuita e matematico italiano (n. 1667)
- 26 ottobre - Antonio Veracini, compositore e violinista italiano (n. 1659)
- 31 ottobre - Eberardo Ludovico di Württemberg, duca (n. 1676)

## Novembre(7)
- 11 novembre - Gabriel Cano, militare spagnolo (n. 1665)
- 18 novembre - Girolamo Grimaldi, cardinale e arcivescovo cattolico italiano (n. 1674)
- 19 novembre - Giovanni Vignoli, archeologo e numismatico italiano (n. 1667)
- 20 novembre - Francesco Frosini, arcivescovo cattolico italiano (n. 1654)
- 21 novembre - Louis Boullogne II, pittore, incisore e disegnatore francese (n. 1654)
- 27 novembre - Giovanni Battista d'Embser, militare austriaco (n. 1669)
- 29 novembre - Jan Hoogsaat, pittore, incisore e decoratore olandese (n. 1654)

## Dicembre(8)
- 2 dicembre - Sinibaldo Doria, cardinale e arcivescovo cattolico italiano (n. 1664)
- 2 dicembre - Gerard Hoet, pittore, disegnatore e scrittore olandese (n. 1648)
- 7 dicembre - Edward Lovett Pearce, architetto irlandese (n. 1699)
- 10 dicembre - Filippo Buonarroti, antiquario, numismatico e archeologo italiano (n. 1661)
- 18 dicembre - Gaetano Casanova, attore teatrale e ballerino italiano (n. 1697)
- 23 dicembre - Maria Bricca, cuoca italiana (n. 1684)
- 25 dicembre - Charles François de Mondion, ingegnere militare e architetto francese (n. 1681)
- 29 dicembre - Ippolita Ludovisi,  italiana (n. 1663)

## Senza giorno specificato(29)
- Fatma Sultan, principessa ottomana (n. 1704)
- Maria Aurora von Spiegel (n. 1681)
- Thai Sa, sovrano (n. 1678)
- Topal Osman Pascià, politico e generale ottomano
- Pieter van der Aa, editore olandese (n. 1659)
- Paris Francesco Alghisi, compositore e organista italiano (n. 1666)
- Pietro Antonio Avanzini, pittore italiano (n. 1656)
- Antonino Biffi, compositore e contraltista italiano (n. 1666)
- Nicolas Bion, artigiano francese (n. 1652)
- Adriaan van der Burg, pittore olandese (n. 1693)
- Michael Burghers, incisore e disegnatore olandese (n. 1640)
- Antonio Coquinati, pittore italiano (n. 1711)
- Nicolas-Antoine Coulon de Villiers, militare francese (n. 1683)
- Elia Del Re, matematico italiano (n. 1654)
- Daniel Delander, orologiaio inglese
- Arthur Dillon, militare irlandese (n. 1670)
- Michelangelo Faggioli, compositore italiano (n. 1666)
- Carel van Falens, pittore fiammingo (n. 1683)
- Francisco Fernández de la Cueva, generale spagnolo (n. 1666)
- Alexis Grimou, pittore francese (n. 1678)
- Hacı Halil Pascià, politico e militare ottomano (n. 1655)
- Nicola van Houbraken, pittore italiano (n. 1668)
- Bonaventura Licheri, poeta italiano (n. 1667)
- Francesco Paolo Masullo, cantante italiano (n. 1679)
- Susanne le Pelley, nobile britannica
- Christian Petzold, compositore e organista tedesco (n. 1677)
- Martin Schurig, medico tedesco (n. 1656)
- Yves d'Alègre, generale francese (n. 1653)
- Antonio del Giudice, nobile e ambasciatore italiano (n. 1657)